# 白犀属
白犀屬（學名：Ceratotherium）是犀科、犀亚科下的一属，由19世纪英国動物學家约翰·爱德华·格雷在1868年以白犀（原名：Rhinoceros simus）為模式種建立，現僅存白犀一種，野生種群分佈於非洲南部和東部的草原及灌木丛。2010年澳大利亚學者科林·格罗夫斯（英文：Colin Groves）等人經研究指出，白犀現存的兩個亞種——北白犀（Ceratotherium simum cottoni）和南白犀（C. s. simum），分化時間已超過100萬年，二者存在明顯的形態和遺傳差異，故將這兩個亞種提升為獨立物种，但研究結果未得到學界的普遍認同。
除現生的白犀外，白犀屬還包括一些化石物種，並被視為現代白犀的祖先。產自希腊和土耳其晚中新世地層的紐氏白犀（C. neumayri）為白犀屬已知最早出現的成員，然而中國學者邓涛和邱占祥指出該物種應歸於黑犀属（Diceros），若依此意見，則白犀屬最早的化石紀錄來自毛里塔尼亞白犀（C. mauritanicum），其化石發現於西北非的晚上新世至更新世地層。此外，產自东非上新世地層的 Ceratotherium efficax 現已被認為是毛里塔尼亞白犀的異名。

## 下屬物種
- 白犀屬 Ceratotherium（? 表示存在疑問，† 表示已滅絕）
  -  ?†紐氏白犀 C. neumayri (Osborn, 1900)[12]
  - †毛里塔尼亞白犀 C. mauritanicum (Pomel, 1888)
  - 白犀 C. simum (Burchell, 1817)
    - †C. s. germanoafricanum (Hilzheimer, 1925)
    - 北白犀 C. s. cottoni (Lydekker, 1908)
    - 南白犀 C. s. simum (Burchell, 1817)

## 形態特徵
白犀屬基本的頭骨特徵與黑犀属一致。其門齒發育不完全（可能只有乳牙）或缺失，頜骨前部退縮；枕平面狹窄，從側面看去向後延伸，枕髁突出；鼻骨較厚，前部縮短。
與黑犀屬相比，白犀屬的顱骨極長，枕嵴大幅向後延長，顱骨的外部輪廓微凹；上頰齒的原脊與後脊強烈後傾，磨損後融合；頰齒的齿冠較高，覆有較多白垩质；下頜聯合部很寬，升支後傾；骶骨前有一隆起，由第17或第18胸椎對向傾斜形成；鼻上至前額間有两只角，两角的基部很少相接；嘴寬而鈍，上唇幾乎沒有任何中間延長；頸部有一處肌肉發達的隆起；大量皮下脂肪導致皮膚褶皺和肋溝萎縮；雄性的阴茎上有外泌汗腺和顶泌汗腺，包皮呈半透明狀。